# Дворец Паллавичини
Дворец Паллавичини (нем. Palais Pallavicini, также дворец Фрис-Паллавичини (Palais Fries-Pallavicini)) — дворец в Вене во Внутреннем Городе напротив Библиотечного корпуса Хофбурга. Дворец построен в 1784 году по проекту архитектора Иоганна Фердинанда Хетцендорфа фон Хоэнберга и изначально был частью императорского монастыря. Издавна находится в частной собственности знатной итало-австрийской семьи Паллавичино. Во дворце Паллавичини проживал герой Орсона Уэллса в фильме-нуар «Третий человек» (1949). Во дворце работает выставка работ Сальвадора Дали.